# Hoy somos más (banda sonora)
Hoy somos más es la tercera banda sonora de la segunda temporada de la telenovela de Disney Channel Violetta, fue lanzada el 11 de junio de 2013 por Walt Disney Records.

## Lanzamiento y  certificaciones
Fue lanzado en Latinoamérica el 11 de junio de 2013, y en Italia fue lanzado el 25 de junio de 2013. El álbum recibió doble platino en Argentina por vender 80 000 unidades. Para luego recibir el disco diamante por vender más de 200 000 copias en Argentina.

## Sencillos
- «Hoy somos más» interpretado por Martina Stoessel, fue publicado el 5 de abril de 2013 oficialmente junto con su vídeo donde también se presentan a los nuevos personajes de la serie.[7]

- «Código amistad» interpretado por Martina Stoessel, Lodovica Comello y Candelaria Molfese, el video fue estrenado dentro del episodio 33, el 12 de junio de 2013.

- «Luz, cámara y acción» interpretado por Ruggero Pasquarelli, el video oficial fue estrenado dentro del episodio 54, el 5 de septiembre de 2013.

- «Nuestro camino» interpretado por Martina Stoessel y Jorge Blanco, el vídeo musical oficial fue estrenado dentro del episodio 67, el 24 de septiembre de 2013.

- «Si es por amor» interpretado por Martina Stoessel y Mercedes Lambre, el video oficial fue estrenado dentro del episodio 78, el 9 de octubre de 2013.

## Lista de canciones
| Hoy somos más | |          |  |
| N.º           | Título | Duración |  |
| 1.            | «Hoy somos más» (Martina Stoessel) | 2:55     |  |
| 2.            | «Entre dos mundos» (Jorge Blanco) | 2:54     |  |
| 3.            | «Yo soy así» (Diego Domínguez) | 3:35     |  |
| 4.            | «Peligrosamente bellas» (Mercedes Lambre y Alba Rico) | 3:11     |  |
| 5.            | «Euforia» (Elenco de Violetta) | 2:47     |  |
| 6.            | «Código amistad» (Martina Stoessel, Lodovica Comello y Candelaria Molfese)                                                                               | 3:03     |  |
| 7.            | «Cómo quieres» (Martina Stoessel) | 2:32     |  |
| 8.            | «Alcancemos las estrellas» (Martina Stoessel, Lodovica Comello, Mercedes Lambre, Candelaria Molfese y Alba Rico)                                         | 3:24     |  |
| 9.            | «Nuestro camino» (Martina Stoessel y Jorge Blanco) | 3:32     |  |
| 10.           | «On Beat» (Elenco de Violetta) | 3:09     |  |
| 11.           | «Algo se enciende» (Elenco de Violetta) | 4:21     |  |
| 12.           | «Luz, cámara, acción» (Ruggero Pasquarelli, Jorge Blanco, Samuel Nascimento, Facundo Gambandé, Nicolas Garnier, Diego Domínguez y Xabiani Ponce de León) | 2:29     |  |
| 13.           | «Si es por amor» (Martina Stoessel y Mercedes Lambre) | 3:08     |  |
| 38:41         | |          |  |

## Posicionamiento en listas

### Mensuales
| Listas (2013)     | Mejor posición |
| ----------------- | -------------- |
| Argentina (CAPIF) | 1              |

## Certificación
| Región              | Certificaciones   |
| ------------------- | ----------------- |
| Argentina CAPIF     | 2× Platino 80 000 |
| Chile (CHI)         | Oro +5000         |
| Colombia (ASINCOL)  | Oro 5000          |
| España (PROMUSICAE) | Oro 20 000        |
| Polonia (ZPAV)      | Oro +10 000       |